# Euphorbia robecchii
Euphorbia robecchii es una especie fanerógama perteneciente a la familia Euphorbiaceae. Es endémica de África oriental conde se distribuye por Djibuti, Etiopía, somalia, Kenia y Tanzania.

## Descripción
Las plantas de semillero alcanzan un tamaño de ± 1 m de altura, con tallo ramificado carnoso con 4 (-5)  ángulo recto, de 3-4 cm de espesor; ± ángulos rectos, con los pelos formando escudo como un margen córneo continuo de ± 2 mm ± .

## Ecología
Se encuentra en los suelos rojos arenosos con bastantes matorrales abiertos de Acacia-Commiphora, y en la arena que cubre la piedra caliza roja, formando bosques en wadis, muy comunes en algunas áreas, tales como: la zona costera de Sur de Somalia.
De fácil cultivo.

## Taxonomía
Euphorbia robecchii fue descrita por Ferdinand Albin Pax y publicado en Annuario del Reale Istituto Botanico di Roma 6: 186. 1897.
Etimología
Euphorbia: nombre genérico que deriva del médico griego del rey Juba II de Mauritania (52 a 50 a. C. - 23), Euphorbus, en su honor – o en alusión a su gran vientre –  ya que usaba médicamente Euphorbia resinifera. En 1753 Carlos Linneo asignó el nombre a todo el género.
robecchii: epíteto otorgado en honor del botánico italiano Luigi Robècchi-Bricchétti (1855 - 1926), quien recolectó plantas en Somalia y Etiopía.
Sinonimia
- Euphorbia pimeleodendron Pax
- Euphorbia ruspolii Chiov.[5][6]